# Psalm 20

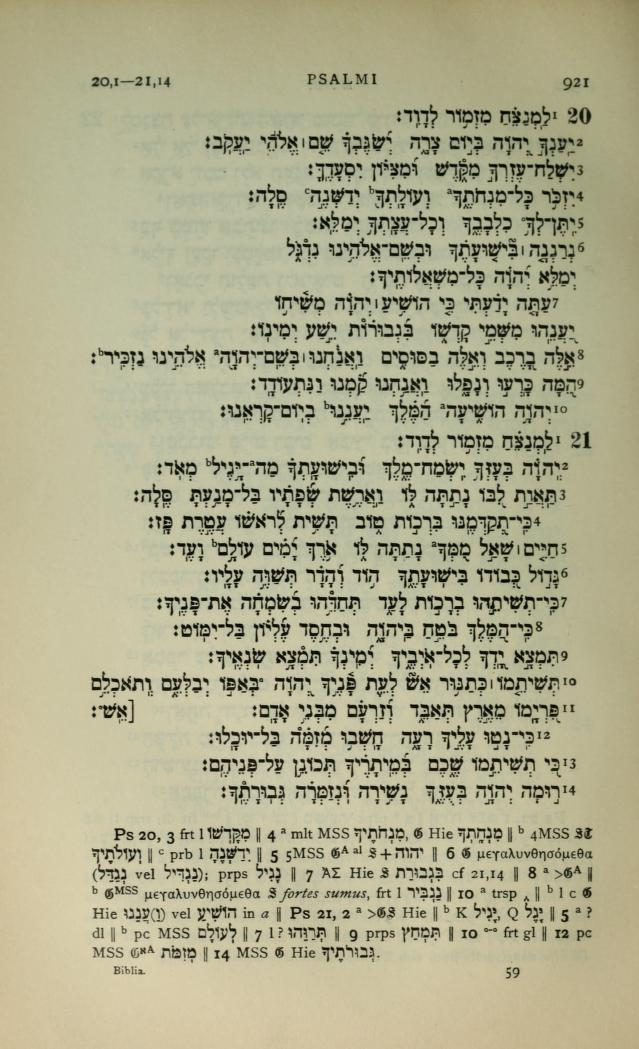
Psalmy 20-21, Biblia Hebraica Kittel (1909)

Psalm 20 – jeden z utworów zgromadzonych w biblijnej Księdze Psalmów. Psalm jest zaliczany do dzieł dawidowych. W numeracji Septuaginty psalm ten nosi numer 19.

## Teologia Psalmu
Czytając treść psalmu, można wyodrębnić dwa zjawiska: zmianę kierunku wypowiedzi oraz powtórzenie tych samych słów. Można odnieść wrażenie, że w związku ze zmianą wypowiedzi psalm dzieli się na dwie części (20,1–5;6–10). W pierwszej części podmiot liryczny mówi o Bogu w trzeciej osobie: niech cię wzmocni..., niech wspomni..., niech ci da... Psalmista przedstawia prośby Bogu w imieniu drugiego człowieka, do którego zwraca się wprost. W drugiej części głos zabiera nieznana grupa ludzi. Sztandarową cechą jest użycie pierwszej osoby liczby mnogiej w 20,6. Werset dalej, wszystko wraca do poprzedniego stanu. Wypowiedzi w liczbie mnogiej można zaobserwować w 20,10. Możliwe jest też inna interpretacja, która sugeruje, że w psalmie to lud zwraca się do króla, co mogłoby tłumaczyć wypowiedzi w trzeciej osobie. Taka interpretacja jest możliwa, zważywszy na odwołania do pomazańca, symbolizującego króla (20,7). Oznacza to, że pod zaimkiem „ty” kryje się „król”, o którym mowa w ostatnim wersecie psalmu. Według Hansa-Winfrief Junglinga osobą mówiącą w tekście nie są jacyś ludzie, ale kapłan lub kapłani – wykonujący czynności liturgiczne. Bardzo ważne są wersety 8-9, ponieważ pouczają o tym, że nie warto polegać na ludzkiej sile i mocy, ale należy zaufać Bogu. W psalmie można dostrzec, że to, co czyni Bóg, przynosi korzyść jedynie królowi, co podkreśla wyjątkowość tego stanowiska.

## Symbolika
- Sztandar (20,6) – wykorzystywany w czasach biblijnych do oznaczenia przez wojsko punktów zbornych; często służyły one jako urządzenia sygnałowe. Sztandary zwisające na murach miast oznaczały przynależność do danego bóstwa. Często mocowano je podczas wojen w pobliżu królewskiego pawilonu, gdzie składano ofiary danemu bóstwu[4].
- W utworze raz pojawia się niejasne słowo sela, którego znaczenie nie jest dokładnie znane[5].